# 716 (szám)
A 716 (római számmal: DCCXVI) egy természetes szám.

## A szám a matematikában
A tízes számrendszerbeli 716-os a kettes számrendszerben 1011001100, a nyolcas számrendszerben 1314, a tizenhatos számrendszerben 2CC alakban írható fel.
A 716 páros szám, összetett szám. Kanonikus alakban a 22 · 1791 szorzattal, normálalakban a 7,16 · 102 szorzattal írható fel. Hat osztója van a természetes számok halmazán, ezek növekvő sorrendben: 1, 2, 4, 179, 358 és 716.